# 増穂浦海岸
増穂浦海岸（ますほがうらかいがん）は石川県羽咋郡志賀町の日本海沿岸部に広がる海岸。延長は3kmないし4km。海岸は海水浴場としても利用され、日本の水浴場55選および日本の水浴場88選に選出されているほか、海岸線に立ち並ぶ松原は日本の白砂青松100選に指定されている。海水の透明度が高く、波打ち際に集まるキスの姿もはっきりと見ることができる。
毎年11月から3月にかけて吹く「貝寄せの風」によって海岸には多種多様な貝が流れつき、和歌浦（和歌山県）、由比ヶ浜（神奈川県）とともに、日本小貝3名所といわれている。採集される貝はサクラガイ、ニシキガイ、ワスレガイ、マクラガイなどの3名所と呼ばれる所以となった「三十六歌仙貝」や、ムラサキイガイ、マシジミ、コメツブガイ、タマツボなどの微小貝と呼ばれる貝など400種に及ぶ。これを求める観光客も多く、貝細工に利用されている。
海岸には長さ460.9mの長大なベンチが設置されている。これは1987年に「日本海に沈む夕日を見てほしい」という地元住民の思いから、延べ830人のボランティアの手によって製作された。最高で1346人が座ったという記録があり、1989年には「世界一長いベンチ」としてギネスブックに掲載された。毎年8月から11月にかけて、ベンチ周辺をイルミネーションで彩る催しが開催されている。2020年7月にはベンチ前に展望デッキが設置された。
海岸背部にはキャンプ場も整備されており、ユニットバスやキッチン、エアコン、布団を備えたケビンやバーベキュー場も設置されている。テントやバーベキュー用品のレンタルも可能。

## さくら貝資料館
2022年10月7日に道の駅とぎ海街道に「さくら貝資料館」が開館した。「さくら貝資料館」では増穂浦海岸に漂着した300種類の小貝や貝細工アートの展示がある。

## アクセス

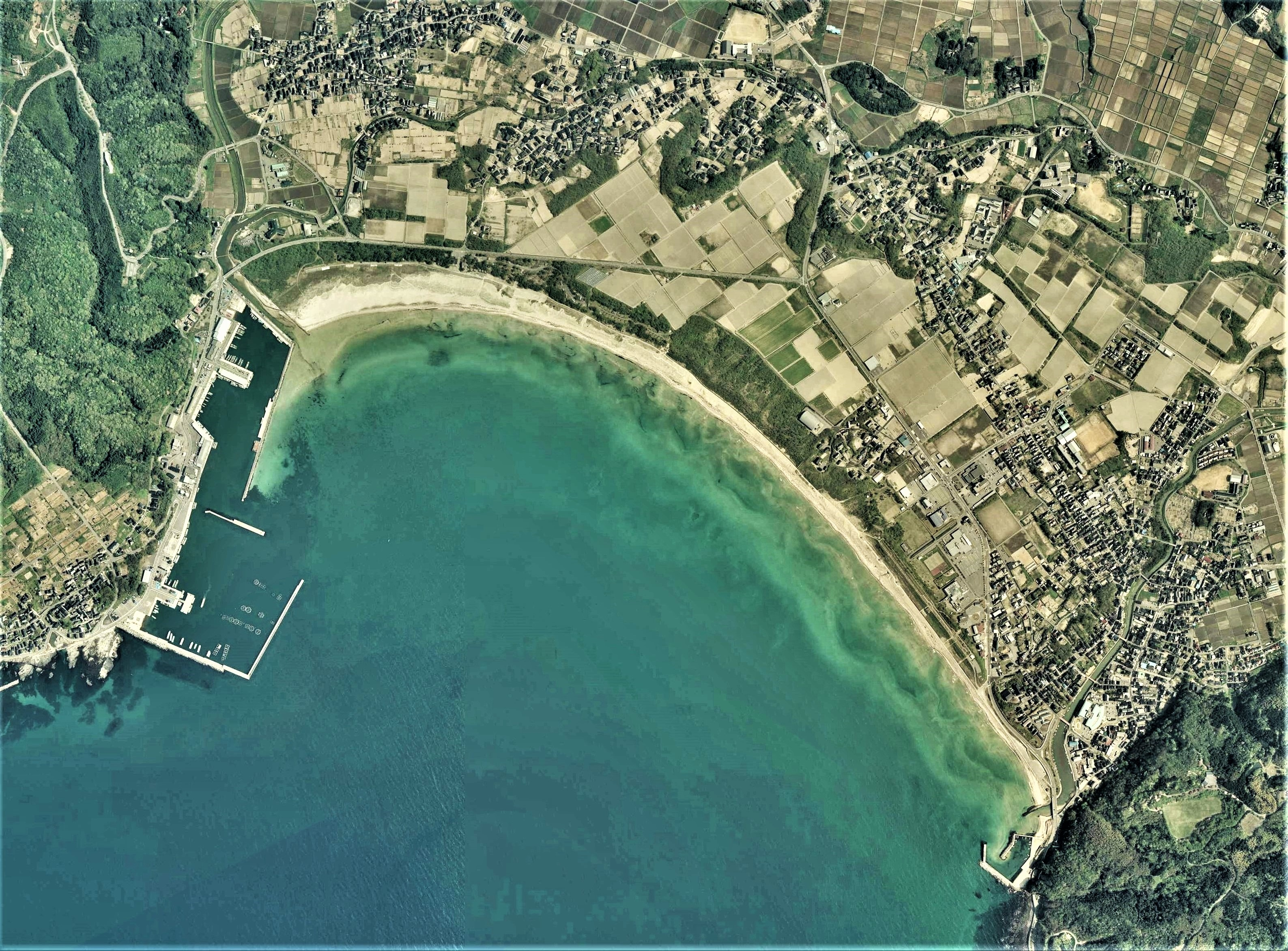
増穂浦海岸付近の空中写真。
2010年5月6日撮影の2枚を合成作成。

- 鉄道：JR七尾線羽咋駅から「富来行」の路線バス「富来」バス停で下車し、徒歩約10分[2]
- 車：能登有料道路西山ICより約20分[17]